# SN 2008ah
SN 2008ah – supernowa typu Ia odkryta 11 lutego 2008 roku w galaktyce PGC0032586. W momencie odkrycia miała maksymalną jasność 18,80m.